# Zamia
Zamia, maczugowiec (Zamia Lehm.) – rodzaj roślin nagonasiennych z rodziny zamiowatych. Obejmuje 79 gatunków. Rośliny te występują na obu kontynentach amerykańskich w strefie międzyzwrotnikowej i w klimacie umiarkowanym ciepłym. Na półkuli północnej sięgają po północny Meksyk oraz Florydę i Georgię w USA, a na południu po Boliwię i Brazylię. 
Rośliny te rosną w bardzo zróżnicowanych siedliskach – od nadmorskich wydm po wilgotne lasy równikowe, przy czym często na glebach wapiennych. Z. pumila z powodzeniem utrzymuje się w suchych i okresowo spalających się zaroślach. Z. pseudoparasitica należy do bardzo nielicznych wśród nagonasiennych epifitów. Kwiaty zapylane są przez chrząszcze, w tym występują ścisłe relacje między gatunkami chrząszczy i maczugowców. U Z. roezlii komórki jajowe osiągają 3 mm długości, a stożkowate plemniki osiągają średnicę 0,4 mm i zaopatrzone są w 40 tys. wici – są widoczne gołym okiem. 
Gatunki z tego rodzaju uprawiane są jako ozdobne. Ze względu na pozyskiwanie z natury roślin i wprowadzanie ich do obrotu handlowego – wszystkie gatunki objęte są ochroną na mocy Konwencji o międzynarodowym handlu dzikimi zwierzętami i roślinami gatunków zagrożonych wyginięciem (CITES). Przy czym Z. restrepoi wymieniona jest w załączniku I konwencji, a pozostałe gatunki w załączniku II. Niektóre gatunki wykorzystywane są w Brazylii jako lek na ugryzienie węży. Badania farmakologiczne wykazały, że u rośliny tych występują glikozydy (metylazoxymetanol (MAM), macrozamina, cykazyna).

## Morfologia

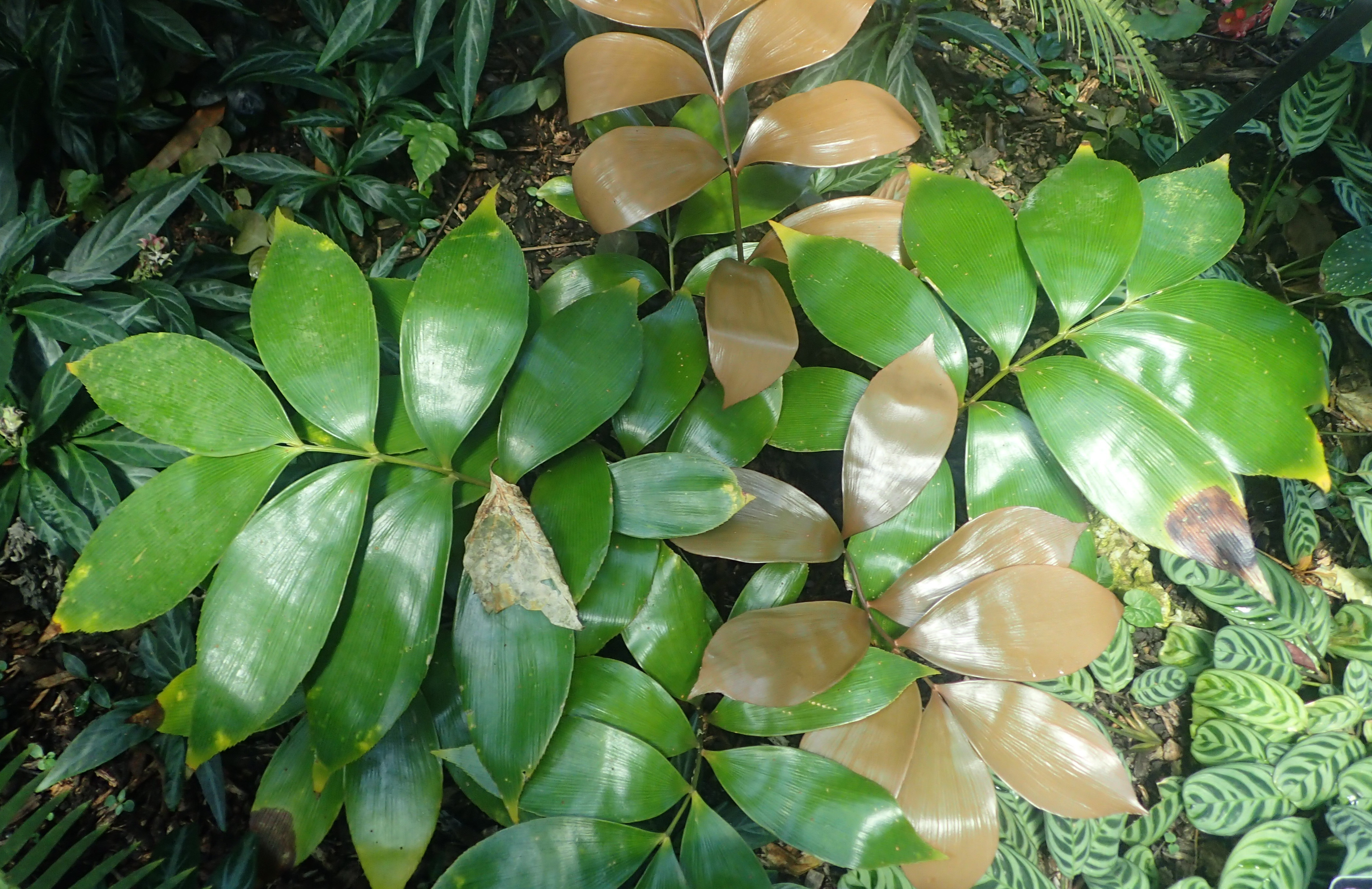
Zamia purpurea

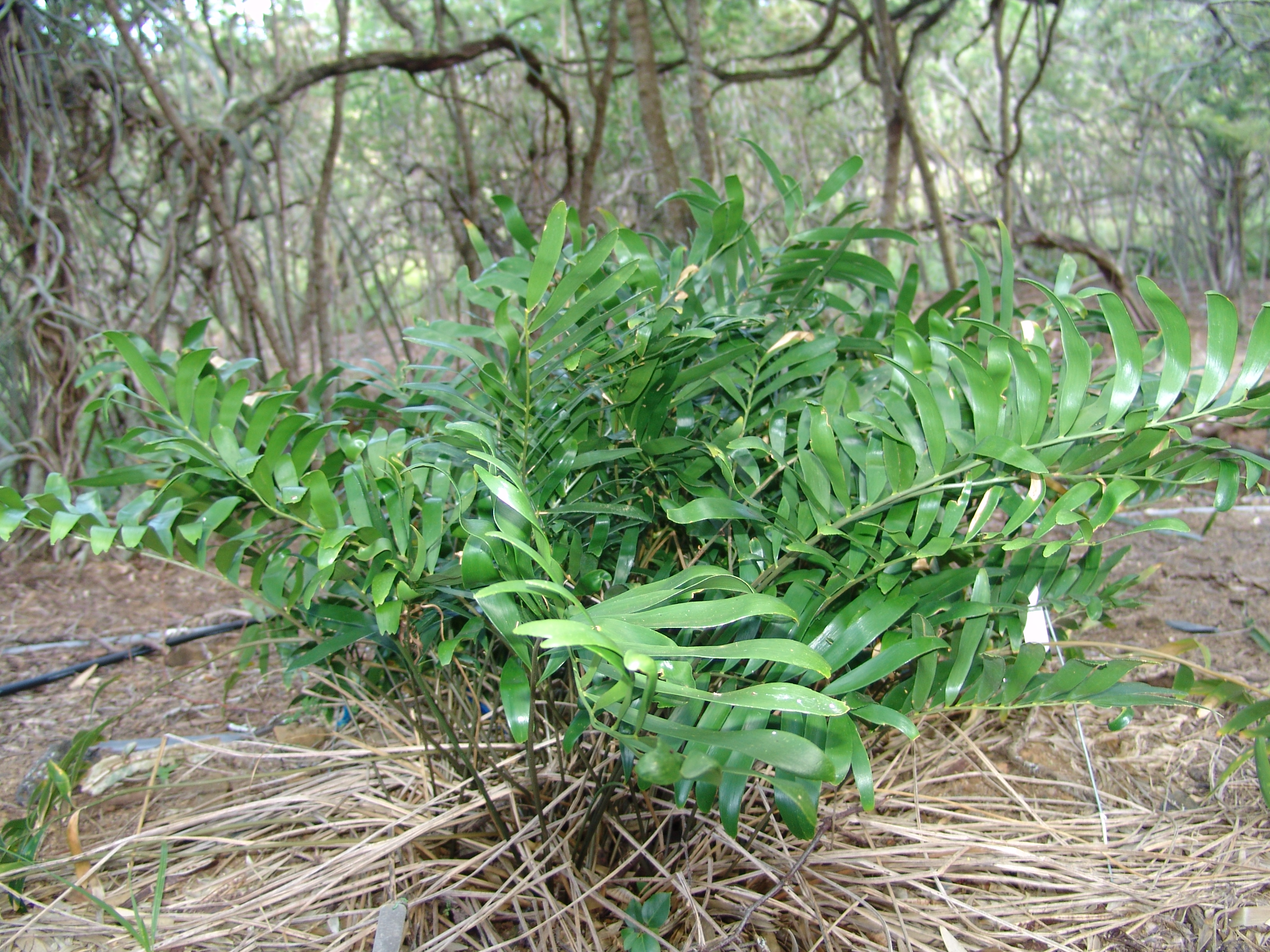
Zamia portoricensis

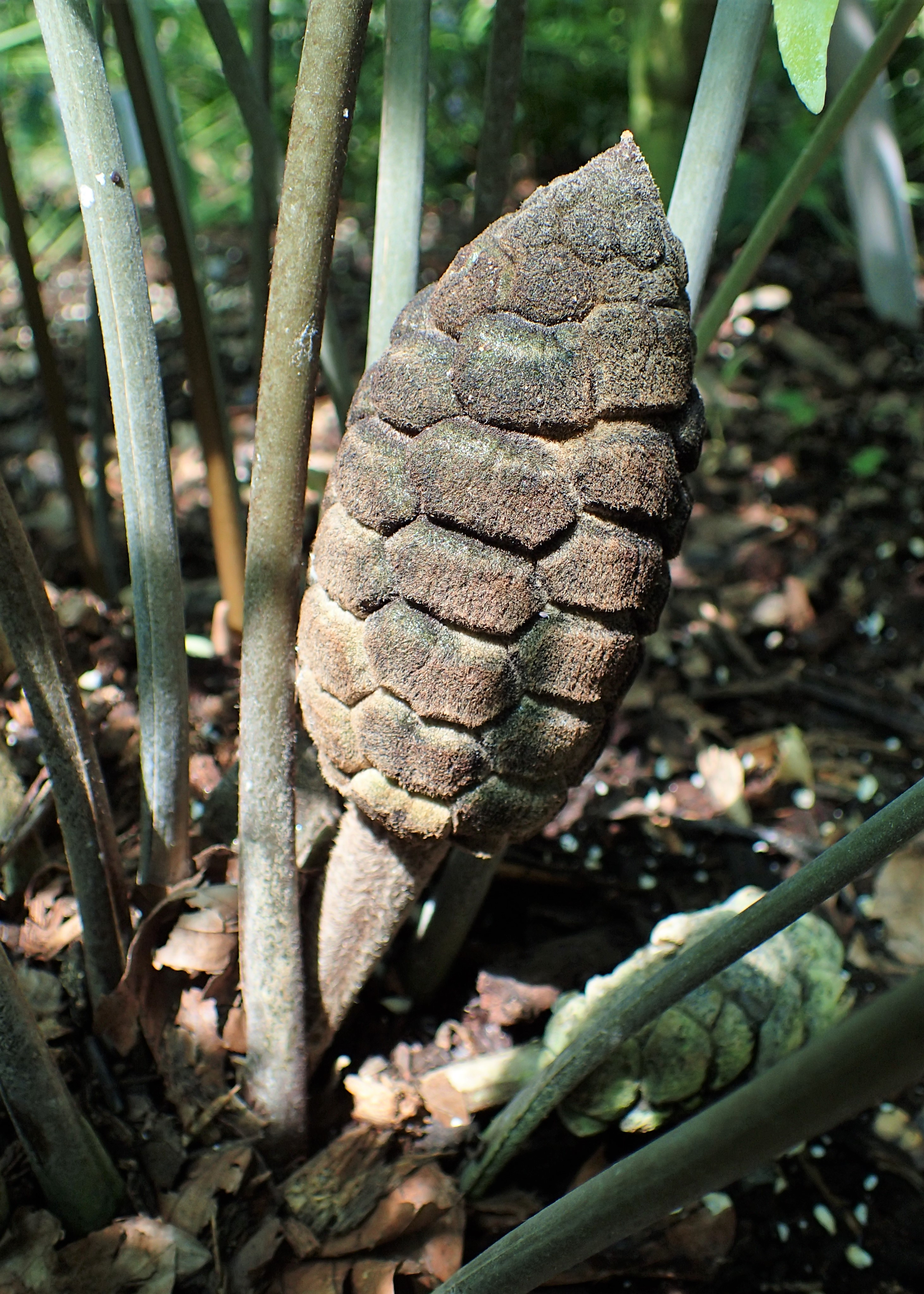
Zamia loddigesii

PokrójRośliny o walcowatej lub kulistawej łodydze podziemnej lub tworzącej krótki, nadziemny pęd. Pędy są nagie i zwykle nie okryte też nasadami liści, które odpadają w całości. U gatunków z podziemnym kłączem rozgałęzia się ono dychotomicznie, podczas gdy pędy nadziemne nie rozgałęziają się, ew. tworzą odrosty u nasady. U Z. roezlii pęd u podstawy zamiera i roślina sukcesywnie rośnie ukorzeniając się za pomocą wyrastających wzdłuż pędu korzeni przybyszowych (w efekcie jest potencjalnie nieśmiertelna).
LiścieWyrastają na pędzie skrętolegle porozdzielane katafilami. Mają blaszkę pierzasto złożoną. Oś liścia czasem bywa kolczasta, jest prosto wzniesiona lub odgięta. Listki pojedyncze, z bardzo licznymi, rozwidlającymi się żyłkami przewodzącymi (bez wiązki centralnej). Rozwijają się wzdłuż krawędzi po górnej (doosiowej) stronie osi liścia. Listki u nasady są członowane, często są omszone, przynajmniej za młodu, z włoskami pojedynczymi lub rozgałęzionymi, bezbarwnymi lub barwnymi.
Organy zarodnionośneMikrospory (zwane u sagowców już ziarnami pyłku) powstają w mikrosporangiach, mają kształt łódeczkowaty i są jednobruzdowe. Mikrosporangia powstają w dużej liczbie na dolnej stronie mikrosporofili i otwierają się podłużnymi pęknięciami. Łuskowate męskie liście zarodnionośne (mikrosporofile) rosną skrętolegle w szyszkowatych mikrostrobilach (szyszkach męskich). Są one siedzące lub krótkoszypułkowe i zwieńczone są na szczycie płonnym, spłaszczonym lub kanciastym, ściętym wyrostkiem, czasem rozdzielającym się na dwoje, ale nigdy nie mającym formy zadartego kolca.
Zalążki (dwa, czasem trzy) rozwijają się na makrosporofilach (żeńskich liściach zarodnionośnych), po ich wewnętrznej stronie (doosiowej – zwróconej do osi szyszki). Makrosporofile (na wierzchołku często rozwidlone lub podzielone palczasto) wyrastają spiralnie i skupione są w szyszkowate makrostrobile (szyszki żeńskie) rozwijające się na krótkich szypułkach.
NasionaKulistawe do elipsoidalnych, z łupiną nasienną mięsistą, barwy czerwonej, żółtej, pomarańczowej lub rzadziej białej.

## Systematyka

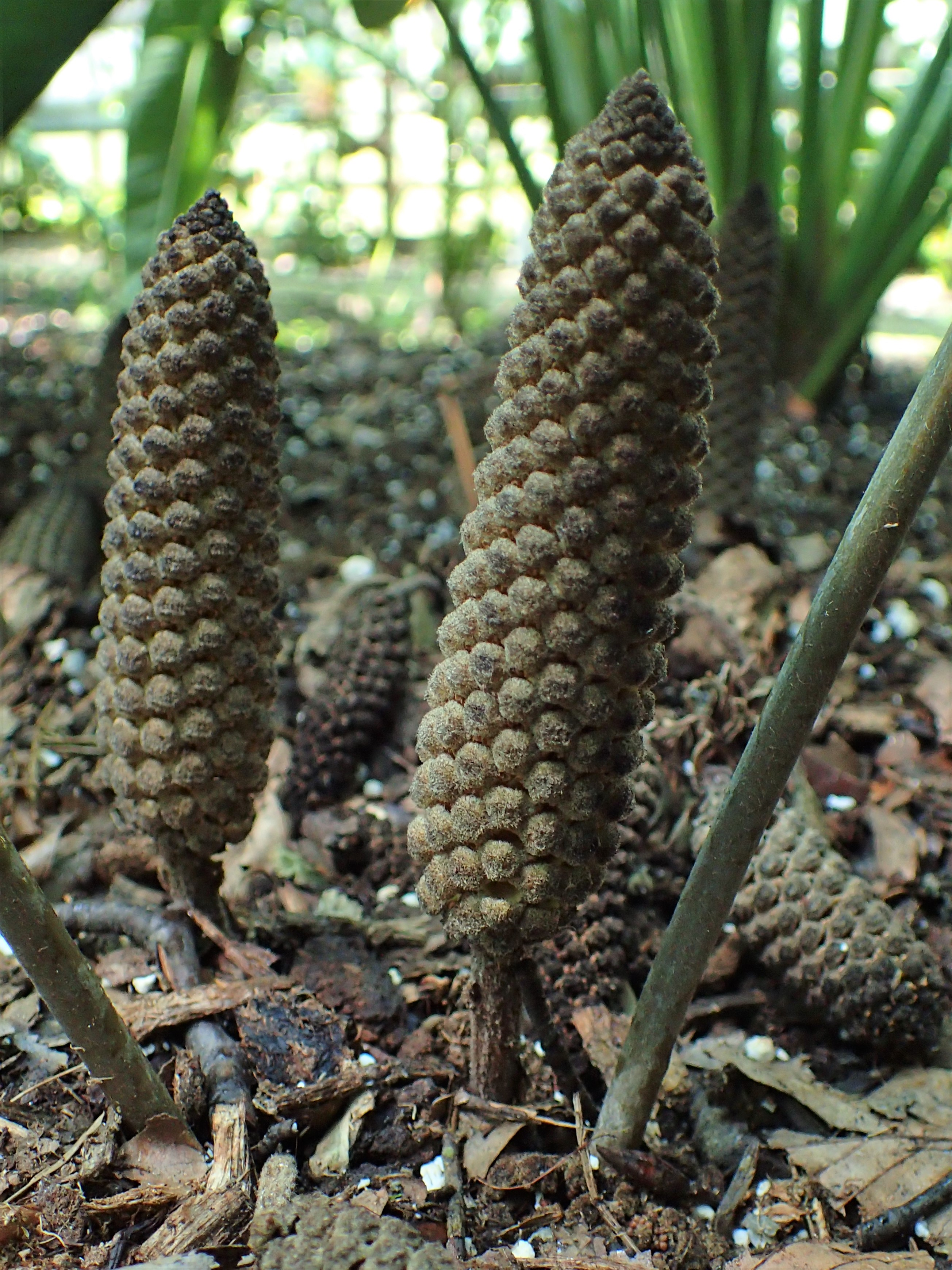
Zamia integrifolia

Jeden z rodzajów z rodziny zamiowatych Zamiaceae z rzędu sagowców Cycadales i klasy sagowcowych Cycadopsida. 
W obrębie rodziny jest siostrzanym rodzajem dla rodzaju mikrocykas Microcycas, wraz z którym tworzy plemię Zamieae, które z kolei jest siostrzane względem rodzaju ceratozamia Ceratozamia (plemię Ceratozamioideae). 
Wykaz gatunków
- Zamia acuminata Oerst. ex Dyer
- Zamia amazonum D.W.Stev.
- Zamia amplifolia Mast.
- Zamia angustifolia Jacq.
- Zamia boliviana (Brongn.) A.DC.
- Zamia brasiliensis Calonje & Segalla
- Zamia chigua Seem.
- Zamia cremnophila Vovides, Schutzman & Dehgan
- Zamia cunaria Dressler & D.W.Stev.
- Zamia decumbens Calonje, Meerman, M.P.Griff. & Hoese
- Zamia disodon D.W.Stev. & Sabato
- Zamia dressleri D.W.Stev.
- Zamia elegantissima Schutzman, Vovides & R.S.Adams
- Zamia encephalartoides D.W.Stev.
- Zamia erosa O.F.Cook & G.N.Collins
- Zamia fairchildiana L.D.Gómez
- Zamia fischeri Miq. ex Lem.
- Zamia furfuracea L.f. ex Aiton
- Zamia gentryi Dodson
- Zamia gomeziana R.H.Acuña
- Zamia grijalvensis Pérez-Farr., Vovides & Mart.-Camilo
- Zamia hamannii A.S.Taylor, J.L.Haynes & Holzman
- Zamia herrerae Calderón & Standl.
- Zamia huilensis Calonje, H.E.Esquivel & D.W.Stev.
- Zamia hymenophyllidia D.W.Stev.
- Zamia imperialis A.S.Taylor, J.L.Haynes & Holzman
- Zamia incognita A.Lindstr. & Idarraga
- Zamia inermis Vovides, J.D.Rees & Vázq.Torres
- Zamia integrifolia L.f.
- Zamia ipetiensis D.W.Stev.
- Zamia × katzeriana (Regel) E.Rettig
- Zamia lacandona Schutzman & Vovides
- Zamia lecointei Ducke
- Zamia lindenii Regel ex André – zamia Lindena
- Zamia lindleyi Warsz. ex A.Dietr.
- Zamia loddigesii Miq.
- Zamia lucayana Britton
- Zamia macrochiera D.W.Stev.
- Zamia manicata Linden ex Regel
- Zamia meermanii Calonje
- Zamia melanorrhachis D.W.Stev.
- Zamia montana A.Braun
- Zamia monticola Chamb.
- Zamia muricata Willd.
- Zamia nana A.Lindstr., Calonje, D.W.Stev. & A.S.Taylor
- Zamia nesophila A.S.Taylor, J.L.Haynes & Holzman
- Zamia neurophyllidia D.W.Stev.
- Zamia obliqua A.Braun
- Zamia oligodonta Calderón & D.W.Stev.
- Zamia onan-reyesii C.Nelson & Sandoval
- Zamia oreillyi C.Nelson
- Zamia paucifoliolata Calonje
- Zamia paucijuga Wieland
- Zamia poeppigiana Mart. & Eichler
- Zamia portoricensis Urb.
- Zamia prasina W.Bull
- Zamia pseudomonticola L.D.Gómez
- Zamia pseudoparasitica J.Yates
- Zamia pumila L. – zamia niska
- Zamia purpurea Vovides, J.D.Rees & Vázq.Torres
- Zamia pygmaea Sims
- Zamia pyrophylla Calonje, D.W.Stev. & A.Lindstr.
- Zamia restrepoi (D.W.Stev.) A.Lindstr.
- Zamia roezlii Regel ex Linden
- Zamia sandovalii C.Nelson
- Zamia skinneri Warsz. ex A.Dietr.
- Zamia soconuscensis Schutzman, Vovides & Dehgan
- Zamia spartea A.DC.
- Zamia standleyi Schutzman
- Zamia stenophyllidia Nic.-Mor., Mart.-Domínguez & D.W.Stev.
- Zamia stevensonii A.S.Taylor & Holzman
- Zamia stricta Miq.
- Zamia tolimensis Calonje, H.E.Esquivel & D.W.Stev.
- Zamia tuerckheimii Donn.Sm.
- Zamia ulei Dammer
- Zamia urep B.Walln.
- Zamia variegata Warsz.
- Zamia vazquezii D.W.Stev., Sabato & De Luca
- Zamia verschaffeltii Miq.
- Zamia wallisii H.J.Veitch